# Nirgunabhakti
Nirgunabhakti - nurt w hinduizmie w ruchu dewocyjnym (bhakti), wyróżniający się bezpostaciowym sposobem postrzegania boga.
Manifestacje częściowe tak pojmowanego boga to natomiast: Słowo, Jego Imię, postać guru lub santa.
Tradycja nirgunabhakti nie akceptuje autorytetu świętych pism Wed i braminów.